# Campionato mondiale giovanile di scherma 1967
Il Campionato mondiale juniores di scherma del 1967 ("1967 World Juniors Fencing Championships") è stato organizzato dalla Federazione internazionale della scherma e si è svolto a Teheran in Iran dal 24 al 27 marzo.
Nel fioretto, si sono aggiudicati i titoli del campionato mondiale il sovietico Leonid Romanov, che ha battuto in finale il francese Bernard Talvard, e la sovietica Nadezhda Kondratyeva che ha avuto la meglio sulla sovietica Elena Belova.
Nella spada il rumeno Anton Pongratz ha battuto in finale l'elvetico Christian Kauter, ottenendo il titolo mondiale juniores maschile.
Nella sciabola il magiaro Imre Kocsis prevale sul sovietico Alexandre Parakhin.

## Podi

### Uomini
| Specialità  | Oro            | Argento            | Bronzo             |
| Individuali |                |                    |                    |
| Fioretto    | Leonid Romanov | Bernard Talvard    | Marek Dabrowski    |
| Spada       | Anton Pongratz | Christian Kauter   | Sándor Erdős       |
| Sciabola    | Imre Kocsis    | Alexandre Parakhin | Charles Bonnissent |

### Donne
| Specialità  | Oro                  | Argento      | Bronzo         |
| Individuali |                      |              |                |
| Fioretto    | Nadezhda Kondratyeva | Elena Belova | Maria Szolnoki |

## Medagliere
| Pos.   | Nazione          | Oro | Argento | Bronzo | Totale |
| ------ | ---------------- | --- | ------- | ------ | ------ |
| 1      | Unione Sovietica | 2   | 2       | 0      | 4      |
| 2      | Ungheria         | 1   | 0       | 2      | 3      |
| 3      | Romania          | 1   | 0       | 0      | 1      |
| 4      | Francia          | 0   | 1       | 1      | 2      |
| 5      | Svizzera         | 0   | 1       | 0      | 1      |
| 6      | Polonia          | 0   | 0       | 1      | 1      |
| Totale | Totale           | 4   | 4       | 4      | 12     |